# Modstandsmoment
Et modstandsmoment eller i konkrete tilfælde: det statiske moment, er en geometrisk egenskab ved et konstruktionselement (hovedsageligt bjælker), som benyttes inden for ingeniørfaget. 
Et profils modstandsmoment fortæller om dennes evne, til elastisk som plastisk at optage et moment.
De elastiske modstandsmomenter for et profils hovedakser findes ved at tage et delareal(dA) og multiplicere dette med afstanden til tyngdepunktsaksen(x og y): 
{\displaystyle M_{x}=A{\bar {y}}=\sum _{i=1}^{n}{y_{i}\,dA_{i}}=\int _{A}ydA}
{\displaystyle M_{y}=A{\bar {x}}=\sum _{i=1}^{n}{x_{i}\,dA_{i}}=\int _{A}xdA}.
Modstandsmoment W kan også defineres som tværsnittets inertimoment I over distancen e som er afstanden fra tyngdeaksen til tværsnittets yderste punkt.
{\displaystyle W={\frac {I}{e}}mm^{3}}